# Établissement Transdev de Brétigny
 (mars 2015).
L'établissement Transdev de Brétigny est une entreprise de transports de voyageurs appartenant au groupe Transdev basée au no 1 rue des Cochets à Brétigny-sur-Orge.

## Histoire
Le 3 mars 2008, la ligne 18.08 qui reliait Arpajon à Corbeil-Essonnes via le parc de Tréville de Bondoufle est supprimée en raison d'une faible fréquentation,.
Le 2 septembre 2013, les lignes desservant la communauté de communes du Val d'Essonne sont modifiées comme suit :
- la ligne 18.10A est renumérotée 201 et voit la création de services partiels le matin entre la commune de Leudeville et la gare de Marolles-en-Hurepoix afin de permettre une fréquence d'un bus tous les quarts d'heure à cette période ;
- la ligne 18.10B est renumérotée 202 et voit ses fréquences renforcées aux heures de pointe avec un passage tous les quinze minutes. De plus, une course supplémentaire est rajoutée le matin afin de permettre aux usagers d'arriver en gare plus tôt ;
- la ligne 18.12 est renumérotée 203 et voit ses fréquences renforcées le matin et le soir avec un passage tous les quarts d'heure. De plus, l'amplitude horaire est élargie le matin avec un départ plus tôt.

Le 3 mars 2014, afin de résorber une surcharge d'une course en début de la période pointe du soir sur la ligne 227.01, une course supplémentaire est ajoutée sur la ligne 227.06.
Le 4 septembre 2017, les lignes 18.11A et 18.11B sont modifiées comme suit :
- la ligne 18.11A fusionne avec la ligne 102A de CEA Transports sous l'indice 101 et voit son offre renforcée afin de garantir le transport des scolaires ;
- la ligne 18.11B est renumérotée 103 sans changement d'itinéraire.

À cette même date, la ligne 18.05 voit la création d'un arrêt BA 217 et ses fréquences renforcées aux heures de pointe avec un bus toutes les demi-heures contre une heure auparavant.
Le 30 novembre 2020, la ligne 18.05 est scindée en deux lignes distinctes : 105A et 105B. Depuis la gare de Brétigny, la première dessert les zones industrielles de Bondoufle et du Plessis-Pâté et le centre d'essais en vol, nouvellement desservi et la deuxième dessert essentiellement le centre-ville de Bondoufle.

## Exploitation

### Entreprise exploitante
Le 3 mars 2011, le groupe Veolia Transport alors filiale de Veolia environnement, qui gérait l'entreprise, fusionne avec Transdev pour donner naissance à « Veolia Transdev ».
Deux ans plus tard, en mars 2013, le groupe étant endetté de plusieurs millions d'euros, celui-ci adopte le nom de Transdev à la suite du désengagement de Veolia environnement, détenteur de Veolia Transport.
Selon le site internet de Transdev Île-de-France, qui référence les horaires des lignes concernées, l'établissement de Brétigny a cédé ses lignes à CEA Transports mais est toujours référencé sur Infogreffe ; il est vraisemblable que cet établissement serve de dépôt à CEAT.

### Dépôt
Les véhicules ont leur dépôt à Brétigny-sur-Orge, situé rue des Cochets. Le dépôt a également pour mission d'assurer l'entretien préventif et curatif du matériel. L'entretien curatif ou correctif a lieu quand une panne ou un dysfonctionnement est signalé par un machiniste.